# Ihringen
Ihringen è un comune tedesco di 5 904 abitanti, situato nel land del Baden-Württemberg.